# Střelec roku
Střelec roku je anketa, která je od roku 1999 vyhlašována každý rok Českým střeleckým svazem a hlasováním mezi profesionálními trenéry se oceňují nejlepší střelci uplynulé sezóny. Uděluje se v kategoriích Muži a ženy, junioři a juniorky a talent roku.

## Výsledky ankety
| Ročník | Muži, ženy       | Muži, ženy          | Muži, ženy      | Junioři, juniorky  | Junioři, juniorky   | Junioři, juniorky | Talent roku       | Cena prezidenta ČSS za dlouholetou reprezentaci | Cena prezidenta ČSS za mimořádný výkon roku |
| Ročník | 1. místo         | 2. místo            | 3. místo        | 1. místo           | 2. místo            | 3. místo          | Talent roku       | Cena prezidenta ČSS za dlouholetou reprezentaci | Cena prezidenta ČSS za mimořádný výkon roku |
| ------ | ---------------- | ------------------- | --------------- | ------------------ | ------------------- | ----------------- | ----------------- | ----------------------------------------------- | ------------------------------------------- |
| 1999   | Martin Tenk      | Bronislav Bechyňský | Luboš Račanský  | Tomáš Frantal      | Kateřina Beranová   | Lucie Valová      | Kateřina Beranová | cena neudělována                                | Cena neudělována                            |
| 2000   | Petr Málek       | Martin Tenk         | Jan Sychra      | Lucie Valová       | Veronika Piecuchová | Luboš Rychlík     | Luboš Rychlík     | cena neudělována                                | Cena neudělována                            |
| 2001   | Martin Tenk      | Miroslav Januš      | Luboš Opelka    | Kateřina Beranová  | Veronika Piecuchová | Bedřich Jonáš     | Kateřina Kůrková  | cena neudělována                                | Cena neudělována                            |
| 2002   | Kateřina Kůrková | chybí data          | chybí data      | Tomáš Caknakis     | chybí data          | chybí data        | Martin Podhráský  | cena neudělována                                | Cena neudělována                            |
| 2003   | Miroslav Januš   | Milan Mach          | Martin Tenk     | Tomáš Caknakis     | Kateřina Kůrková    | Bedřich Jonáš     | Adéla Sýkorová    | cena neudělována                                | Cena neudělována                            |
| 2004   | Kateřina Kůrková | Lenka Hyková        | Jan Sychra      | Lenka Hyková       | Josef Procházka     | Adéla Sýkorová    | Josef Procházka   | cena neudělována                                | Cena neudělována                            |
| 2005   | Tomáš Jeřábek    | chybí data          | chybí data      | Václav Šmol        | chybí data          | chybí data        | Václav Šmol       | cena neudělována                                | Cena neudělována                            |
| 2006   | Kateřina Kůrková | Miroslav Januš      | Luboš Opelka    | Václav Haman       | Tomáš Caknakis      | Martin Pecháček   | Václav Haman      | cena neudělována                                | Cena neudělována                            |
| 2007   | Kateřina Emmons  | Tomáš Jeřábek       | Josef Fiala     | Michaela Musilová  | Adam Hrabovský      | František Losos   | Adam Hrabovský    | cena neudělována                                | Cena neudělována                            |
| 2008   | Kateřina Emmons  | David Kostelecký    | Miroslav Januš  | Michaela Musilová  | Adam Hrabovský      | Jana Lorencová    | Jana Lorencová    | cena neudělována                                | Cena neudělována                            |
| 2009   | Lenka Marušková  | Jan Sychra          | Miroslav Januš  | Miloš Slavíček     | Tomáš Těhan         | Adam Hrabovský    | Miloš Slavíček    | cena neudělována                                | Cena neudělována                            |
| 2010   | Jiří Lipták      | Lenka Marušková     | Jan Sychra      | Gabriela Vognarová | Iva Růžičková       | Jakub Tomeček     | Jakub Tomeček     | cena neudělována                                | Cena neudělována                            |
| 2011   | David Kostelecký | chybí data          | chybí data      | Jitka Pešková      | chybí data          | chybí data        | Jitka Pešková     | cena neudělována                                | Jakub Tomeček                               |
| 2012   | Adéla Sýkorová   | Kateřina Emmons     | Martin Strnad   | Nikola Mazurová    | Miroslav Pacák      | Jindřich Dubový   | Miroslav Pacák    | cena neudělována                                | Josef Nikl                                  |
| 2013   | Martin Strnad    | Jan Sychra          | Adéla Sýkorová  | Jitka Pešková      | Nikola Mazurová     | Pavel Vaněk       | Pavel Vaněk       | cena neudělována                                | Tomáš Nýdrle                                |
| 2014   | Nikola Mazurová  | David Kostelecký    | Martin Strnad   | Pavel Vaněk        | Barbora Šumová      | Matěj Novota      | Barbora Šumová    | cena neudělována                                | Tomáš Těhan                                 |
| 2015   | Adéla Bruns      | David Kostelecký    | Lucie Švecová   | Nikola Foistová    | Filip Nepejchal     | Jitka Pešková     | Lukáš Skoumal     | cena neudělována                                | Nikola Foistová                             |
| 2016   | David Kostelecký | Adéla Bruns         | Jiří Lipták     | Filip Nepejchal    | Radka Mančíková     | Lukáš Skoumal     | Filip Nepejchal   | Jan Sychra                                      | cena neudělena                              |
| 2017   | David Kostelecký | Jiří Lipták         | Miloš Slavíček  | Filip Nepejchal    | Kateřina Kolaříková | Matěj Rampula     | Matěj Rampula     | cena neudělena                                  | cena neudělena                              |
| 2018   | Jiří Lipták      | Jakub Tomeček       | Miroslav Panský | Anna Šindelářová   | Denisa Bezděčná     | Anna Dědová       | Anna Šindelářová  | cena neudělena                                  | cena neudělena                              |
| 2019   | Tomáš Nýdrle     | Jakub Tomeček       | Filip Nepejchal | Daniel Korčák      | Filip Nepejchal     | Zina Hrdličková   | Zina Hrdličková   | Ivan Kalina Stanislav Hlaváček                  | Lucie Brázdová                              |

## Kategorie ostatních disciplín
| Ročník | sloučená kategorie              | sloučená kategorie    | sloučená kategorie               |
| Ročník | 1. místo                        | 2. místo              | 3. místo                         |
| ------ | ------------------------------- | --------------------- | -------------------------------- |
| 2019   | Tomáš Pešek zdravotně postižení | Josef Forman předovky | Marek Bartošek puška - neslyšící |